# Eldin Džogović
Eldin Džogović (sinh ngày 8 tháng 6 năm 2003) là một cầu thủ bóng đá người Luxembourg hiện tại đang thi đấu ở vị trí hậu vệ cánh phải cho câu lạc bộ 1. FC Magdeburg tại Bundesliga 2 và Đội tuyển bóng đá quốc gia Luxembourg.

## Sự nghiệp thi đấu quốc tế
Là một cầu thủ trẻ của lò đào tạo 1. FC Magdeburg, Džogović được gọi triệu tập lên Đội tuyển bóng đá quốc gia Luxembourg vào tháng 3 năm 2021. Anh ta ra mắt quốc tế cho đội tuyển quốc gia nước này vào ngày 25 tháng 3 năm 2021, trong trận thua 0-1 trước Qatar.

## Thống kê sự nghiệp

### Quốc tế
Tính đến 17 tháng 6 năm 2023
| Đội tuyển quốc gia | Năm       | Trận | Bàn thắng |
| ------------------ | --------- | ---- | --------- |
| Luxembourg         | 2021      | 1    | 0         |
| Luxembourg         | 2023      | 2    | 0         |
| Tổng cộng          | Tổng cộng | 3    | 0         |